# Comuna de Radomyśl Wielki
Radomyśl Wielki (polaco: Gmina Radomyśl Wielki) é uma gminy (comuna) na Polónia, na voivodia de Subcarpácia e no condado de Mielecki. A sede do condado é a cidade de Radomyśl Wielki.
De acordo com os censos de 2004, a comuna tem 13 636 habitantes, com uma densidade 85,4 hab/km².

## Área
Estende-se por uma área de 159,64 km², incluindo:
- área agricola: 73%
- área florestal: 20%

## Demografia
Dados de 30 de Junho 2004:
|                      | Total   | Total | Mulheres | Mulheres | Homens  | Homens |
| -------------------- | ------- | ----- | -------- | -------- | ------- | ------ |
|                      | pessoas | %     | pessoas  | %        | pessoas | %      |
| População            | 13 636  | 100   | 6836     | 50,1     | 6800    | 49,9   |
| Densidade (pop./km²) | 85,4    | 100   | 42,8     | 42,8     | 42,6    | 42,6   |

De acordo com dados de 2002, o rendimento médio per capita ascendia a 1538,76 zł.

## Subdivisões
- Dąbie
- Dąbrówka Wisłocka
- Dulcza Mała
- Dulcza Wielka
- Janowiec
- Partynia
- Pień
- Podborze
- Ruda
- Zdziarzec
- Zgórsko
- Żarówka

## Comunas vizinhas
- Czarna, Mielec, Przecław, Radgoszcz, Wadowice Górne, Żyraków